# Annapolis (Illinois)
Annapolis – jednostka osadnicza w Stanach Zjednoczonych, w stanie Illinois, w hrabstwie Crawford.